# Воронино (Сланцевский район)
Воронино — деревня в Новосельском сельском поселении Сланцевского района Ленинградской области.

## История
Деревня Воронина упоминается на карте Санкт-Петербургской губернии Ф. Ф. Шуберта 1834 года.

ВОРОНОВЩИНА — деревня принадлежит князю Михайле Дондукову-Корсакову, число жителей по ревизии: 48 м. п., 46 ж. п. (1838 год)

ВОРОНИНО 1-Я — деревня князя Дондукова-Корсакова, по просёлочной дороге, число дворов — 5, число душ — 25 м. п.;

ВОРОНИНО 2-Я — деревня господина Брока, по просёлочной дороге, число дворов — 4, число душ — 16 м. п. (1856 год)

ВОРОНИНО 1-Е — деревня владельческая при колодце, число дворов — 7, число жителей: 45 м. п., 49 ж. п. (1862 год) 

В XIX — начале XX века деревня административно относилась к Выскатской волости 1-го земского участка 1-го стана Гдовского уезда Санкт-Петербургской губернии.
Согласно Памятной книжке Санкт-Петербургской губернии 1905 года деревни Воронино 1-е и Воронино 2-е входили во 2-е Гусевское сельское общество.

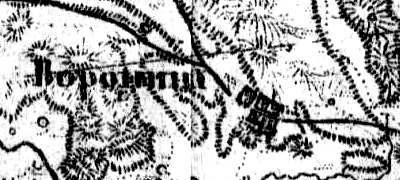
Деревня Воронино на карте 1919 года

По данным 1933 года деревня состояла из двух частей Воронино I и Воронино II, которые входили в состав Савиновщинского сельсовета Рудненского района.
По состоянию на 1 августа 1965 года деревня Воронино входила в состав Новосельского сельсовета Кингисеппского района.
По данным 1973 и 1990 годов деревня Воронино входила в состав Новосельского сельсовета Сланцевского района.
В 1997 году в деревне Воронино Новосельской волости проживали 4 человека, в 2002 году — 5 человек (русские — 80 %).
В 2007 году в деревне Воронино Новосельского СП проживали 2 человека, в 2010 году — 1 человек.

## География
Деревня расположена в юго-восточной части района на автодороге 41К-782 (Новоселье — Засторонье).
Расстояние до административного центра поселения — 7 км.
Расстояние до ближайшей железнодорожной платформы Сланцы — 37 км.
Через деревню протекает один из притоков реки Руя.

## Демография
| 1862 | 2007 | 2010 | 2017 |
| ---- | ---- | ---- | ---- |
| 94   | ↘2   | ↘1   | ↗4   |